# Baldriz
Baldriz (llamada oficialmente San Bartolomeu de Baldriz) es una parroquia y un lugar del municipio español de Cualedro, en la provincia de Orense, Galicia.

## Toponimia
La parroquia también es conocida por el nombre de San Bartolomé de Baldriz.
El topónimo viene de la invasión sueva, derivado del nombre de un posible propietario llamado "Baldericus", desde donde "Balderici" y finalmente "Baldriz".

## Historia
A pesar de que no se puede asegurar el origen con exactitud, parece que el primer asentamiento es del siglo V, y el topónimo del siglo XI. 

## Geografía
El pequeño corriol que nace en las montañas de la aldea actualmente se usa para el cultivo de las tierras de los labradores locales, pero antes de ser canalizado era afluente del río Támega.

## Organización territorial
La parroquia está formada por dos entidades de población:
- Baldriz
- Mercedes (As Mercedes)

## Demografía

### Parroquia
| Gráfica de evolución demográfica de Baldriz (parroquia) entre 2000 y 2022 |
|                                                                           |
| Datos según el nomenclátor publicado por el INE.                          |

### Lugar
| Gráfica de evolución demográfica de Baldriz (lugar) entre 2000 y 2022 |
|                                                                       |
| Datos según el nomenclátor publicado por el INE.                      |